# Babka (ciasto)

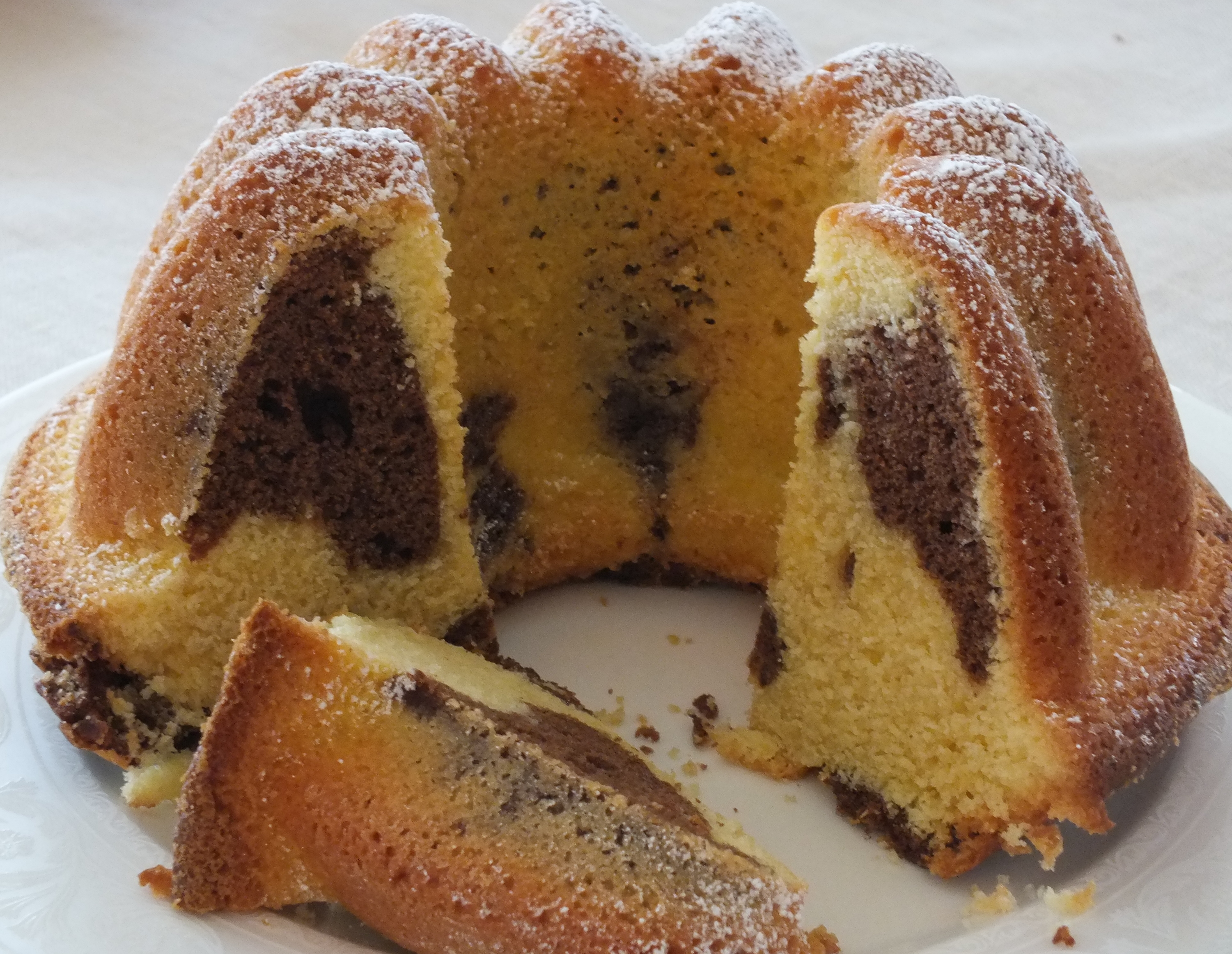
Babka marmurkowa (piaskowa)

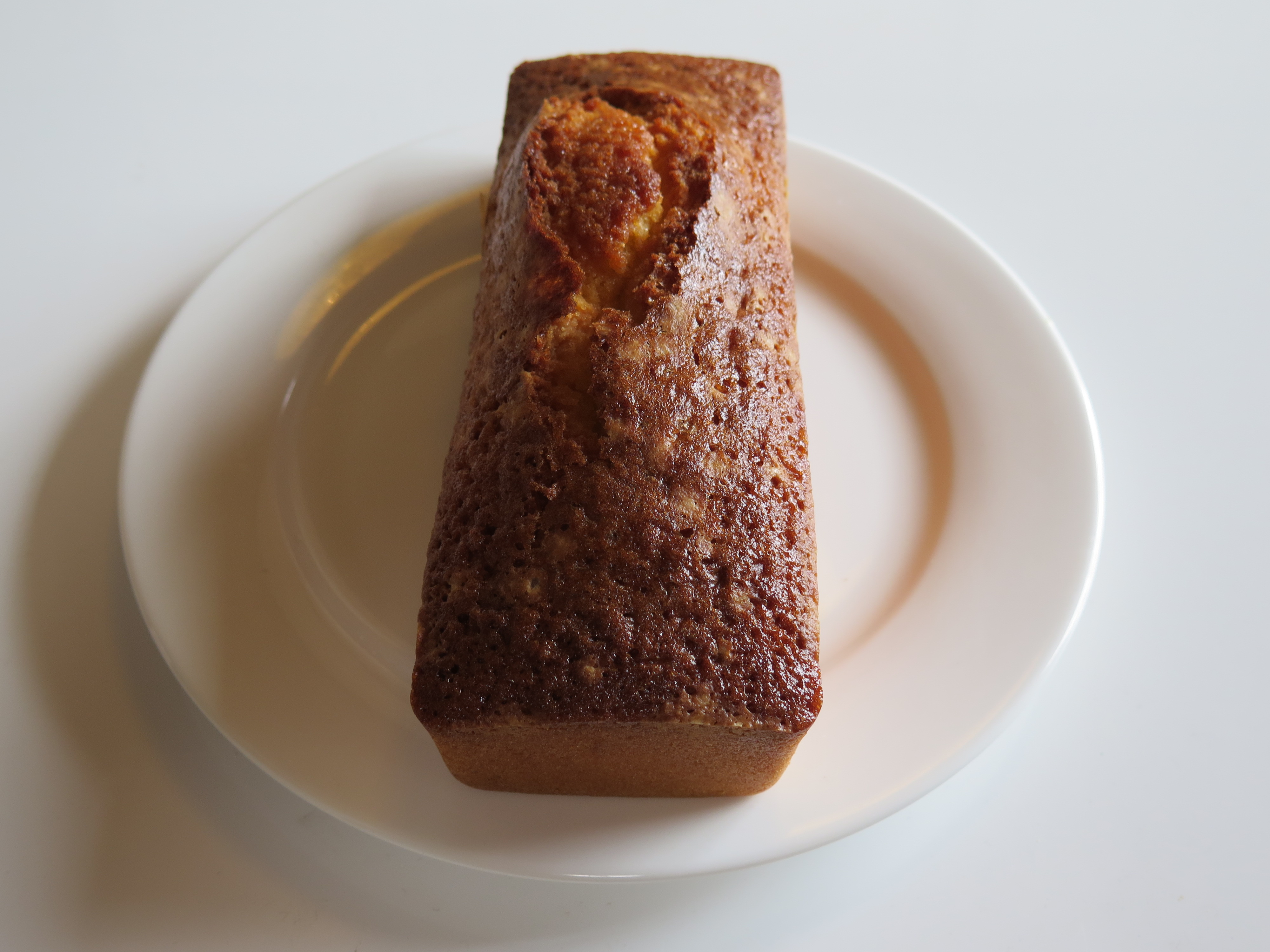
Angielska babka piaskowa upieczona w podłużnej foremce

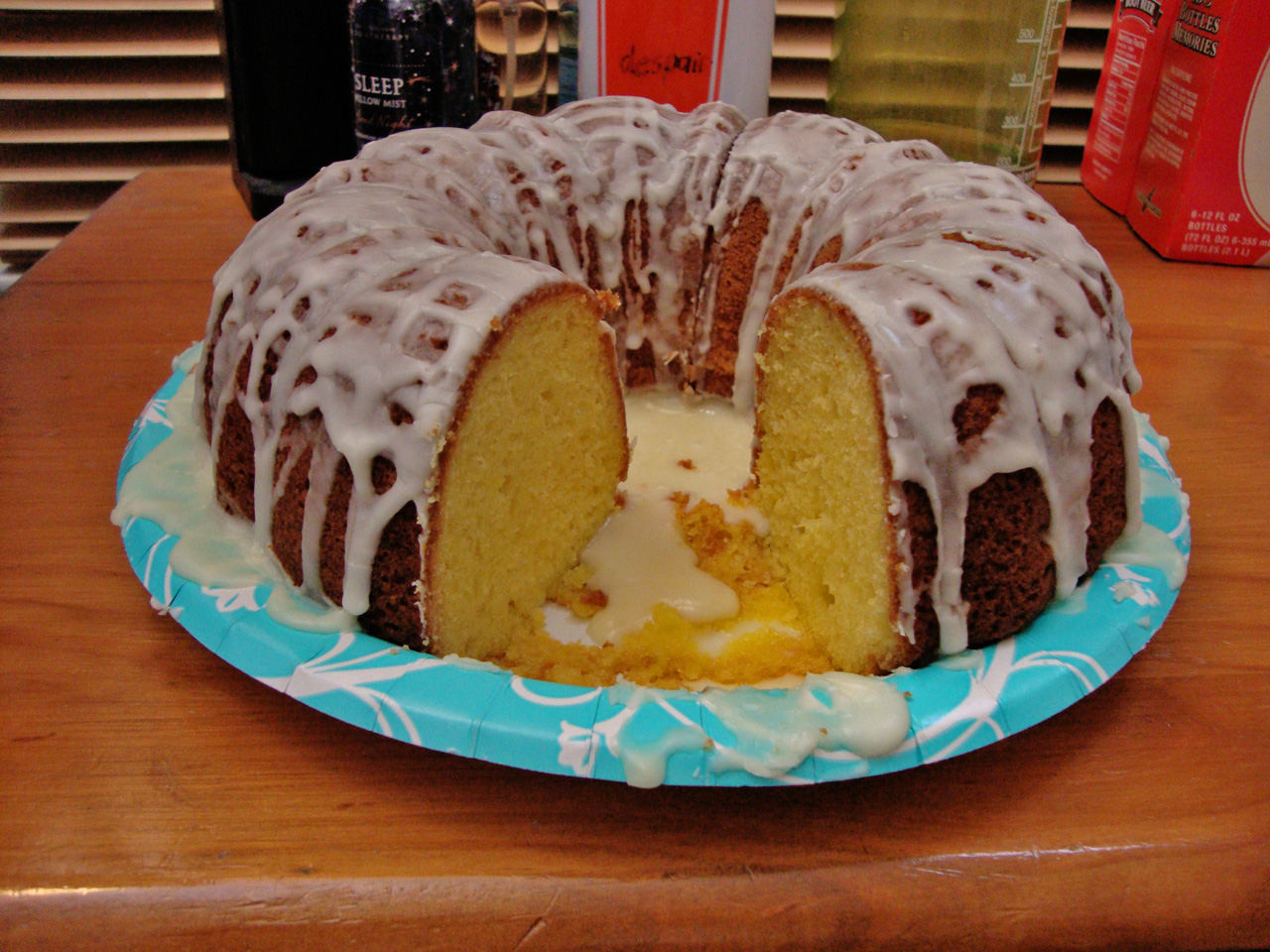
Lukrowana babka-wieniec

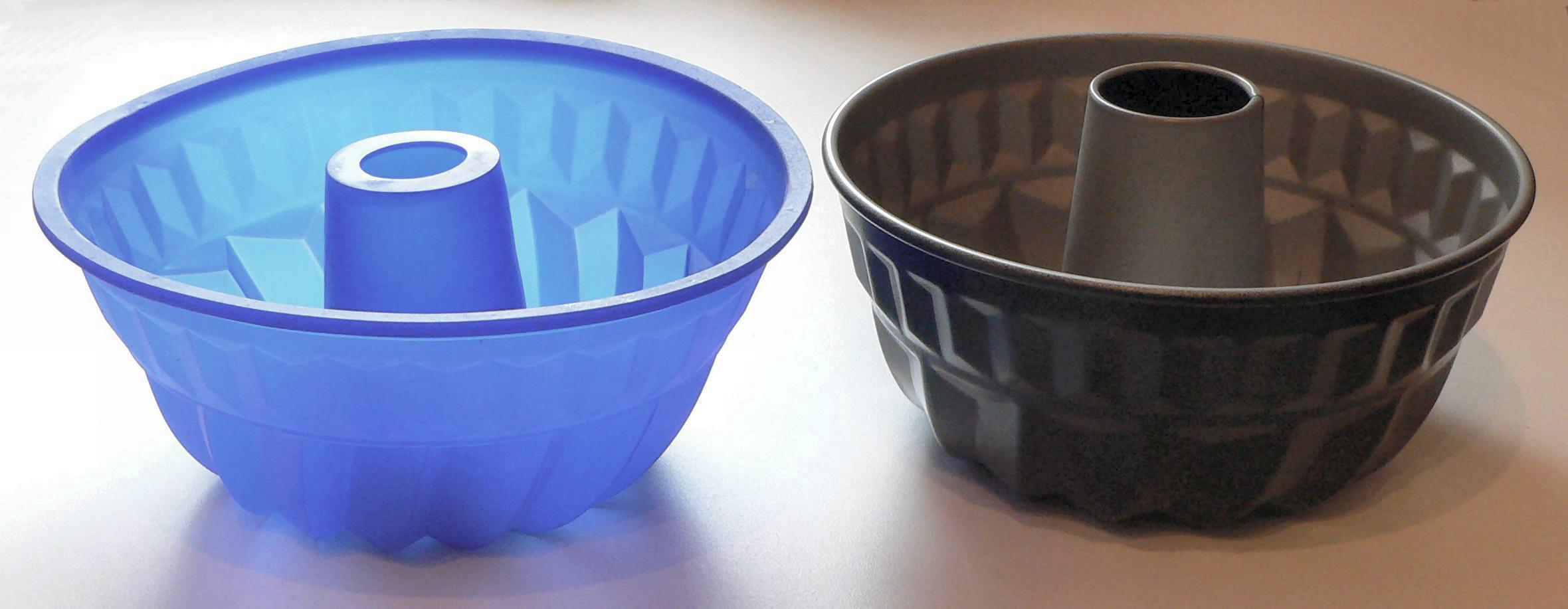
Formy do pieczenia z kominami (silikonowa i metalowa)

Babka (baba) – ciasto upieczone w formie okrągłej lub podłużnej, gładkiej lub karbowanej. Najbardziej charakterystyczny kształt babki jest zbliżony do stożka ściętego, często z tzw. kominem w środku.
Babki wytwarza się z ciasta drożdżowego, biszkoptowego lub biszkoptowo-tłuszczowego (piaskowego). Typowe dodatki to bakalie. Wierzch babki może być pokryty glazurą, polewą, posypką lub  cukrem pudrem.

## Pochodzenie nazwy
Prasłowiańskie słowo baba oznaczało matkę ojca lub matki. Znaczenie to zachowało się w języku polskim do dzisiaj jako dominujące a wtórnie oznacza m.in. kobietę zamężną lub kobietę starą. Na początku XIX wieku słowo babka nie oznaczało jeszcze ciasta. 
Przeważnie nazwę „baba” tłumaczy się tym, że kształt babki upieczonej w okrągłej, karbowanej formie (o kształcie zbliżonym do stożka ściętego) przypomina szeroką, fałdzistą spódnicę – codzienny i odświętny element dawnego wiejskiego stroju kobiecego, charakterystycznego zwłaszcza dla kobiet starszych. Nazwa baba mogła być też po prostu nawiązaniem do puszystości lub okrągłości tego rodzaju wypieku. 

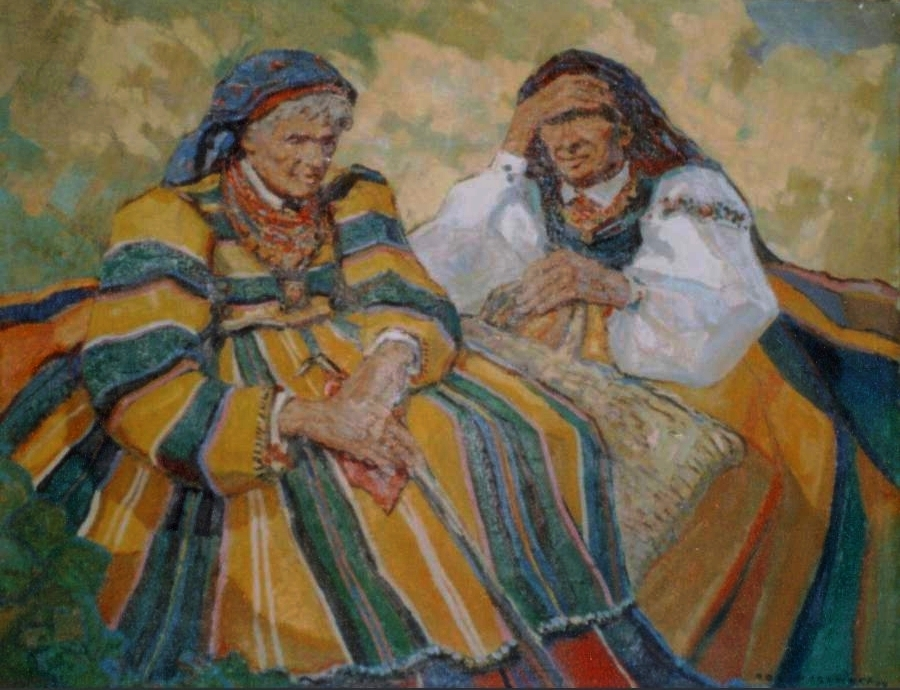
dwie stare kobiety na obrazie Łowiczanki autorstwa Zdzisława Pągowskiego (1909–1976)
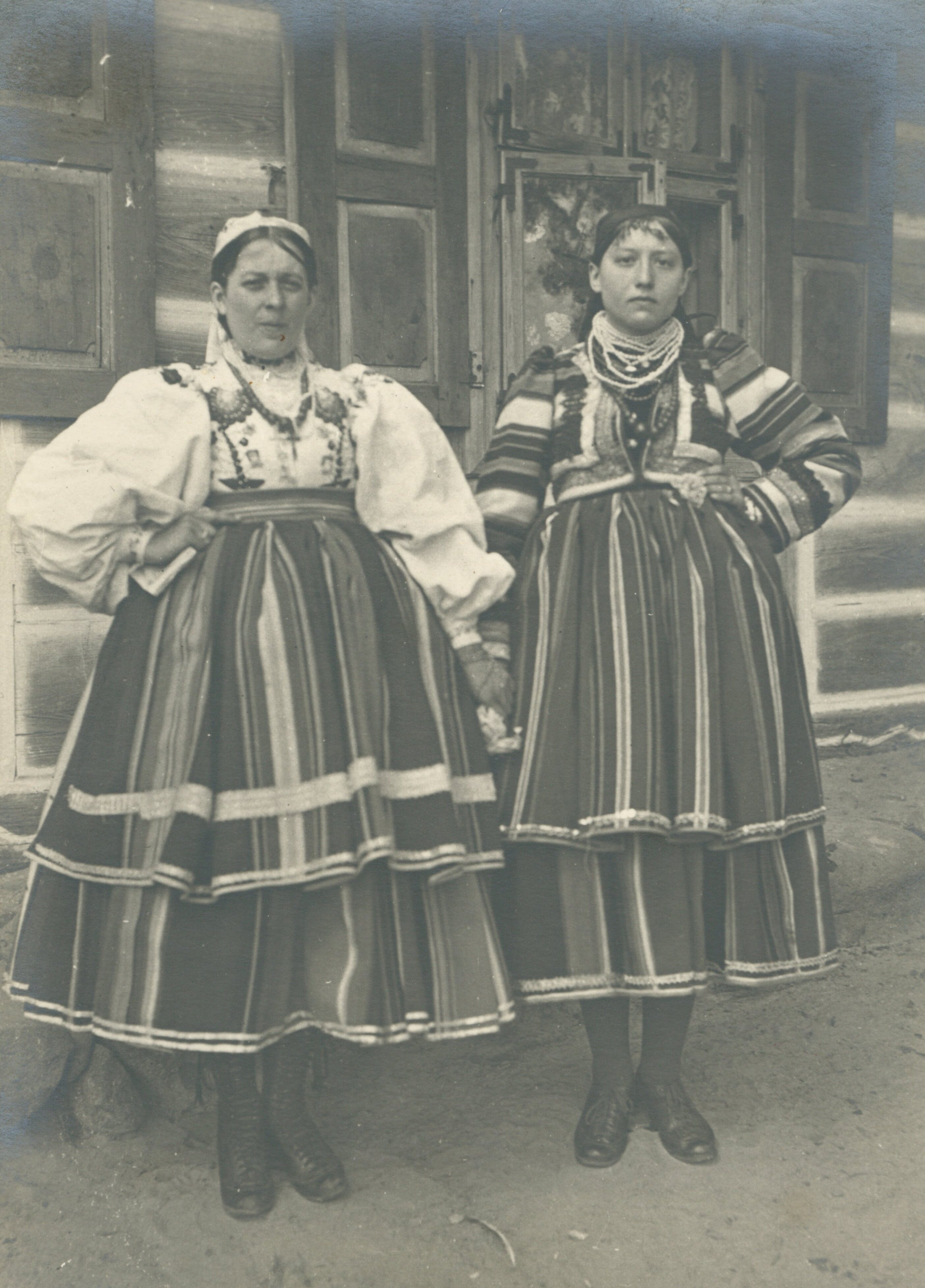
zdjęcie dwóch Łowiczanek z ok. 1930 roku

Jak podaje Narodowe Centrum Kultury, możliwe jest, że dawne polskie baby wielkanocne przypomniały kształtem „pierścieniowatą chałkę”, „pleciony, zwinięty warkocz”, „babi warkocz ukryty pod chustką” czyli fryzurę kobiet zamężnych („bab“), które miały w zwyczaju upinać warkocze na głowie i ukrywać włosy pod chustką. Hipoteza ta oparta jest na rycinach przedstawiających potrawy obecne niegdyś na wielkanocnych stołach oraz na dawnych słownikach, w tym wydanym na początku XIX wieku Słowniku języka polskiego autorstwa Samuela Bogumiła Lindego, gdzie baba została zdefiniowana jako „gatunek ciasta na kształt zawoiu Tureckiego; babi kołacz”.
Poniżej cytat z wydania z 1854 roku (tekst ten różni się od tego z wydania z 1807 jedynie ortografią):

Baba, chléb żółty, obartuch. Cn. Th. Karn. sharkel, shtravbe; Croat. sgajnczi; Ross. каравай, коровай, коровайчикъ; ein Scherbenkuchen, Topfkuchen, (Oberdeutsch: Kugelhupf, von Kogel, einem alten Weiberkopfputze. Gatunek ciasta na kształt zawoju Tureckiego; babi kołacz. Oss. Wyr. Mam sztukę baby i butelkę wina. Teat. 28, 96.

Zawój oznacza turban (wschodnie nakrycie głowy), od XV wieku także kobiecy strój na głowę. Warto zauważyć, że zacytowane powyżej wyjaśnienie nazwy babki Kugelhupf przywołuje nakrycie głowy starszych kobiet (Kogel).

## Babki drożdżowe
Ciasto drożdżowe na babkę przygotowuje się metodą dwufazową (z zaparzeniem części mąki lub bez zaparzenia). Fermentacja końcowa przeprowadzana jest po przełożeniu ciasta do formy. Pieczoną i ostudzoną babkę pokrywa się glazurą albo oprósza cukrem pudrem. Oblewane ciasto można posypać kandyzowaną skórką pomarańczową, siekanymi migdałami lub orzechami albo posypką z owoców kandyzowanych. 
Ciasto może zawierać bakalie: rodzynki, migdały, orzechy lub skórkę pomarańczową. Szczególnym rodzajem takiej babki jest włoska panettone – o charakterystycznym cylindrycznym kształcie i pracochłonnej metodzie wytwarzania. Popularnością cieszą się też niewielkie babki ponczowe, w tym babki nasączane rumem (baba au rhum) oraz francuska babka Savarin. Ciasto przeznaczone do nasączenia powinno mieć luźną konsystencję, niewiele cukru i znaczną ilość tłuszczu.

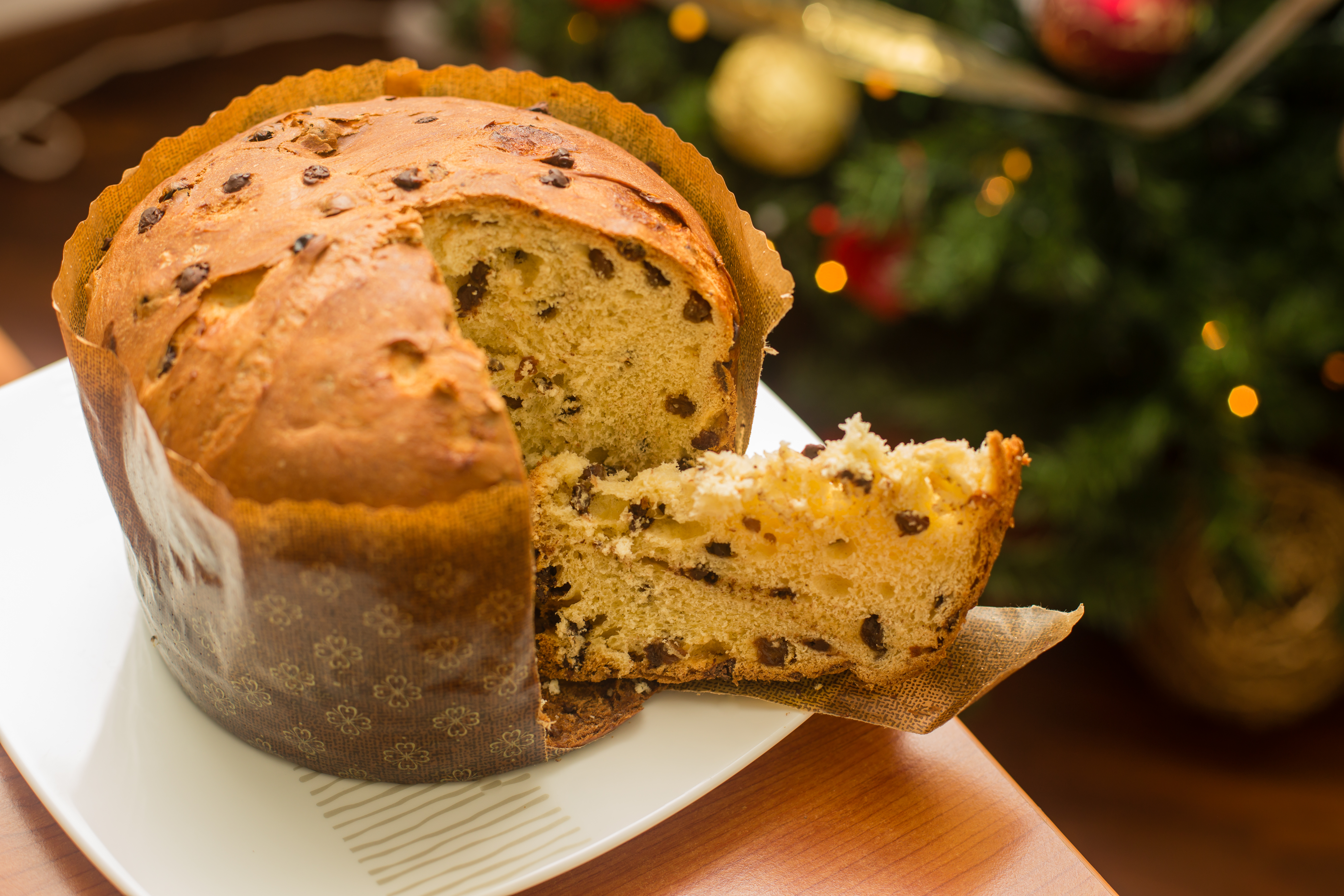
panettone
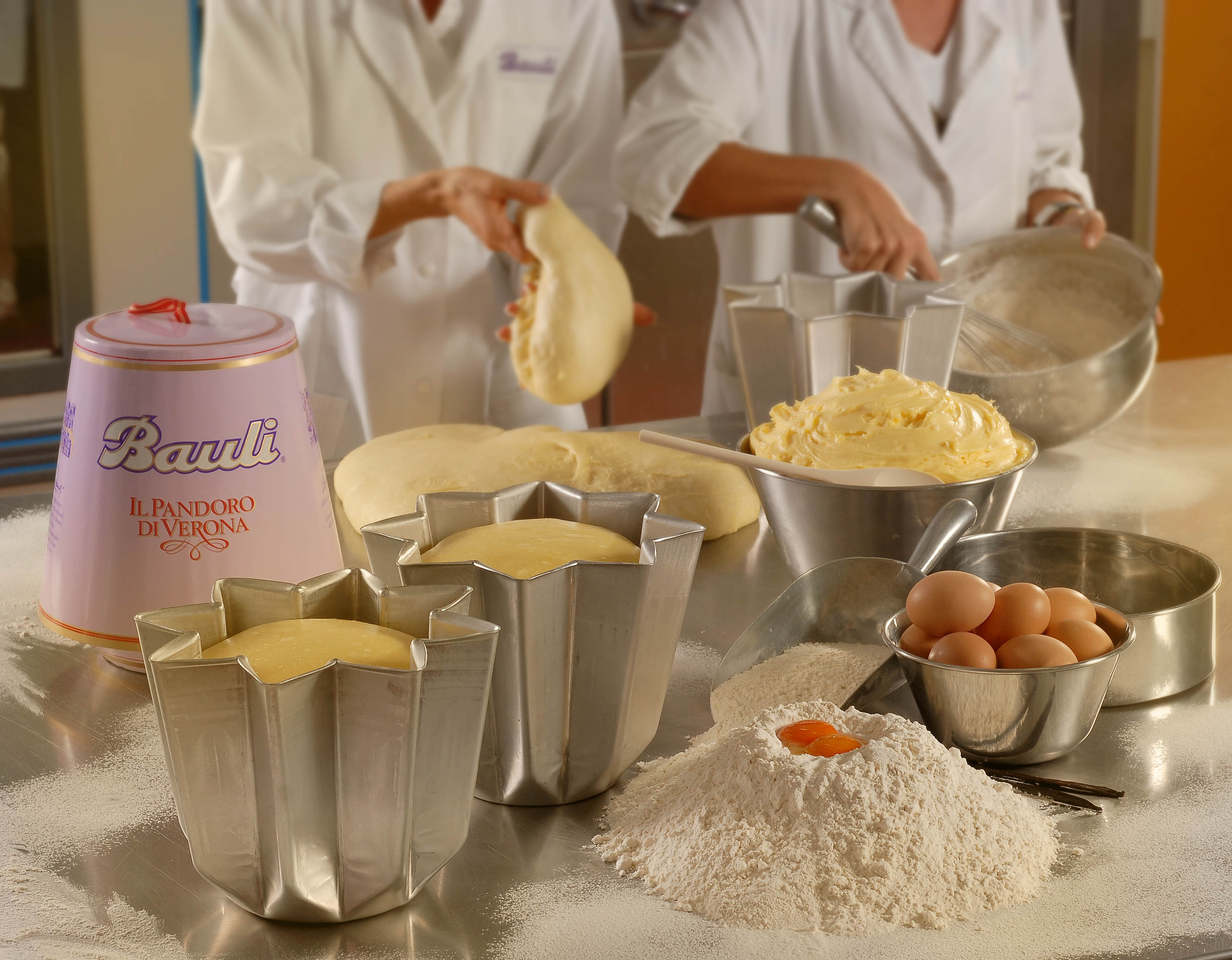
produkcja włoskiej babki pandoro
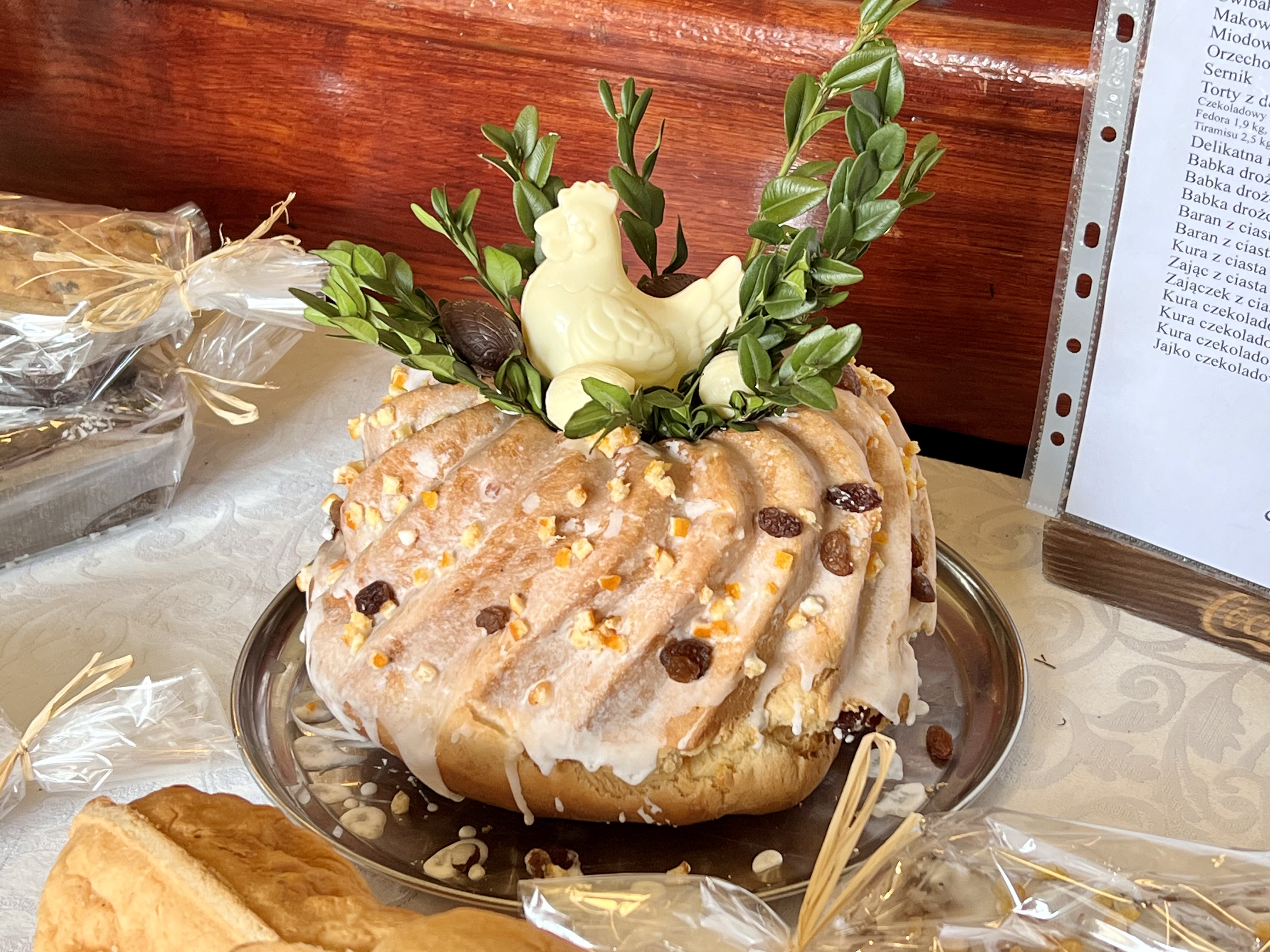
polska baba wielkanocna
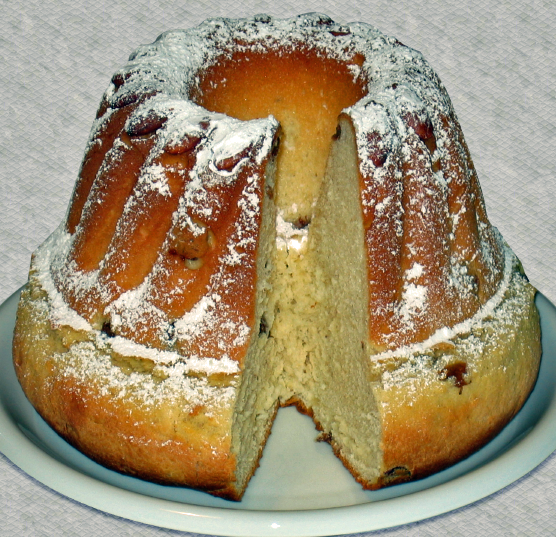
alzacka babka drożdżowa (Kouglof)
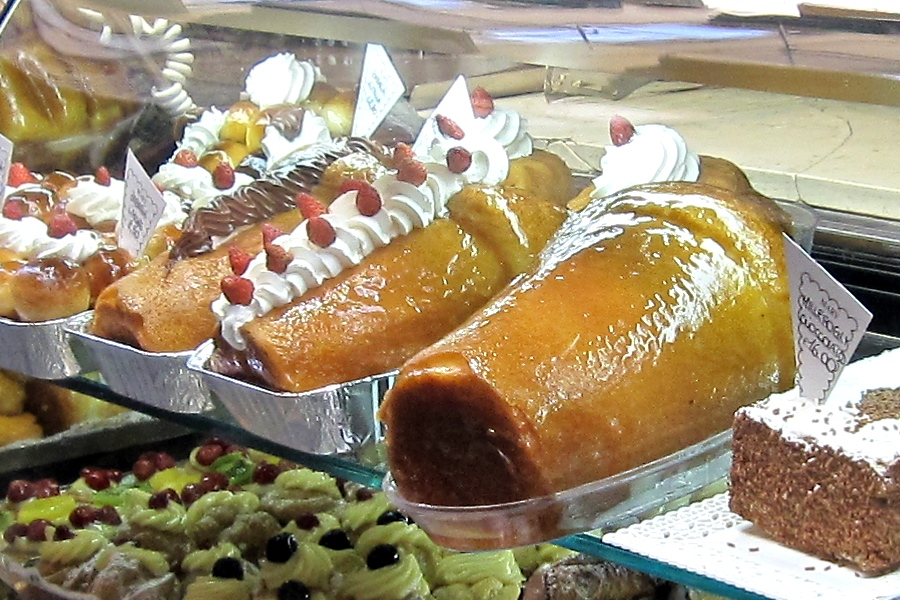
neapolitańskie baby ponczowe (rumowe)

### Baba drożdżowa w dawnej kuchni polskiej
W kuchni staropolskiej baby drożdżowe nazywano żółtym chlebem – najbardziej typowe były bowiem te barwione na żółto za pomocą dodatku szafranu. Inne dawniej stosowane nazwy to: dziad, obartuch i obertuch. Drożdżowe babki nasączane winem znane były w kuchni polskiej już w XVII wieku – był to tzw. chleb hamburski. 
Chętnie dodawano do ciasta bakalie (rodzynki, migdały, cykatę), słodkie wino lub wódkę, szafran oraz dużą ilość przypraw korzennych (pieprzu, goździków, cynamonu, gałki muszkatołowej i kardamonu), co najprawdopodobniej upodabniało je w smaku do piernika. W XIX wieku zrezygnowano praktycznie z dodatku przypraw korzennych, ograniczając też ilość szafranu do minimum – taką babę przyrządzano przede wszystkim z okazji Wielkanocy.
Pośród dawnych polskich przepisów, oprócz zwykłych babek drożdżowych znaleźć można też m.in. babki parzone, muślinowe (podolskie) oraz baby z mąki gryczanej (lub z jej dodatkiem).
Na obrazie przedstawiającym ucztę wydaną przez Jana III Sobieskiego w lipcu 1684 roku (na ilustracji) dostrzec można polską babę o współczesnym wyglądzie. Jest to najprawdopodobniej dzieło zagranicznego malarza, niemieszkającego w Polsce (być może Fransa Geffelsa, ok. 1685).
Staropolskie baby wypiekano w formach glinianych lub miedzianych, albo w rondlach i formach papierowych. Drobna szlachta wypiekała baby w garnkach, które należało rozbić by wydobyć z nich upieczone ciasto.
Przyrządzanie pieczywa było związane z wieloma przesądami i zwyczajami. Uważano na przykład, że każdy większy hałas mógł sprawić opadnięcie ciasta podczas pieczenia. Jarosław Iwaszkiewicz (1894–1980) wspominając dni wypieku bab wielkanocnych w jego domu opisał jak to domownicy chodzili na palcach i mówili szeptem. Upieczone, gorące baby przekładano z form na poduszki (miękkie puchowe pierzyny), na których były kołysane przez dziewczęta kuchenne do chwili ostygnięcia. Te ostatnie zabiegi miały na celu zapobiec zgnieceniom bab w czasie stygnięcia. W czasie wypieku kobiety nie wpuszczały mężczyzn do kuchni. Baby wielkanocne osiągały niekiedy 50 cm wysokości – nazywano je „łokciowymi”.
Zwyczaj wypieku bab wielkanocnych przetrwał w kulturze polskiej do dziś. Dawniej baby przygotowywano też na Zielone Świątki.

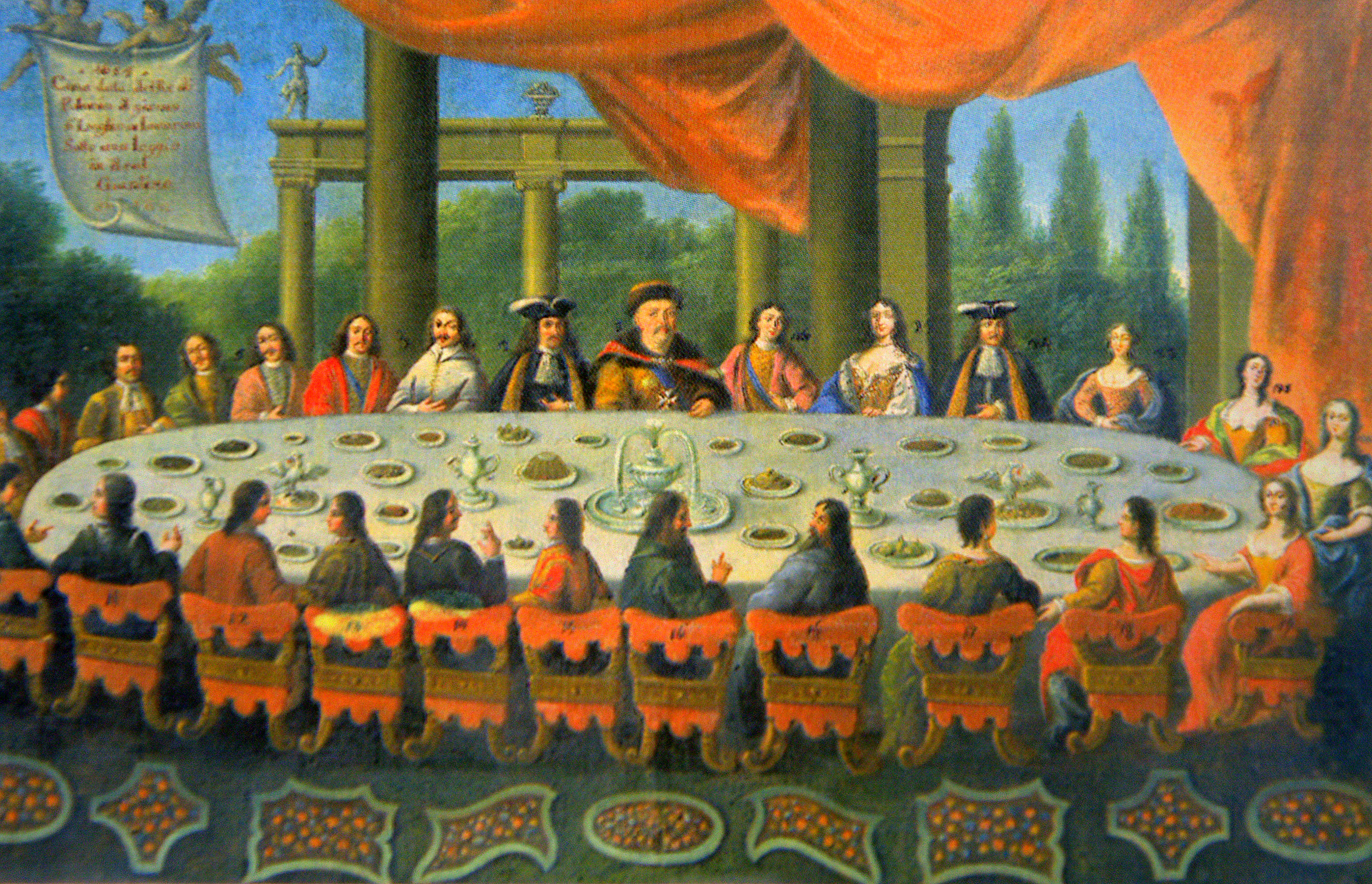
obraz przedstawiający ucztę wydaną przez Jana III Sobieskiego w Jaworowie 6 lipca 1684 (ok. 1685)
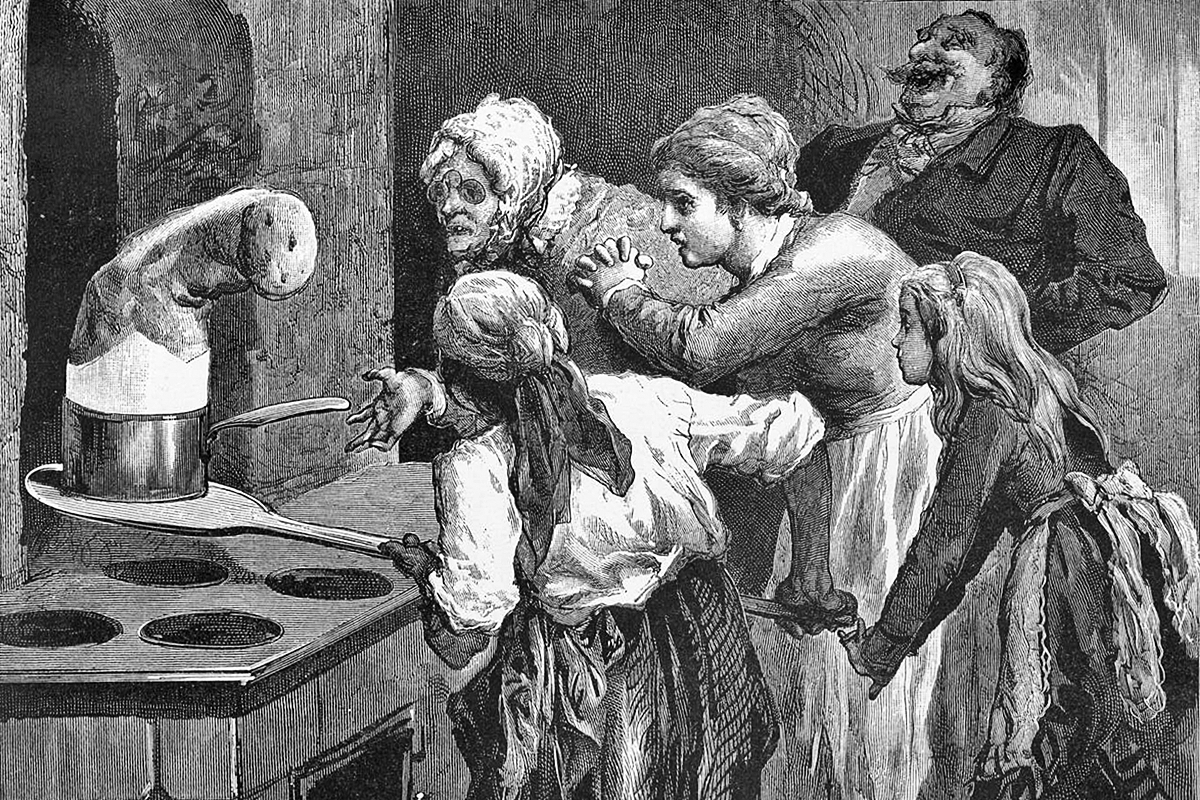
Kłopoty wielkanocne, grafika autorstwa Michała Elwira Andriollego (1836-1893)

## Babki biszkoptowe
Ciasto na babkę biszkoptową przygotowuje się zazwyczaj metodą „na ciepło”, rzadziej „na zimno”. Czasem zawiera ono niewielki dodatek tłuszczu – 8-10% w stosunku do masy ciasta (nie mylić z ciastem biszkoptowo-tłuszczowym). Część mąki pszennej można zamienić z mąką ziemniaczaną lub proszkiem kakaowym. Upieczone i ostudzone ciasto można nasączyć i przełożyć kremem. Wierzch nasączonej babki wykańcza się polewą kakaową, glazurą lub kuwerturą i, opcjonalnie, obsypuje się kandyzowaną skórką pomarańczową, siekanymi migdałami lub orzechami. Babkę nienasączaną oprósza się cukrem pudrem. Przykładem biszkoptowej babki przekładanej kremem jest wieniec frankfurcki (niem. Frankfurter Kranz, wytwarzany z ciasta biszkoptowego lub biszkoptowo-tłuszczowego).
Uwaga. Wypiekane z podłużnych formach ciasta biszkoptowe z bakaliami to keksy. Zawierają one większą ilość mąki i cukru – po to, by bakalie były równomiernie rozmieszczone w cieście.

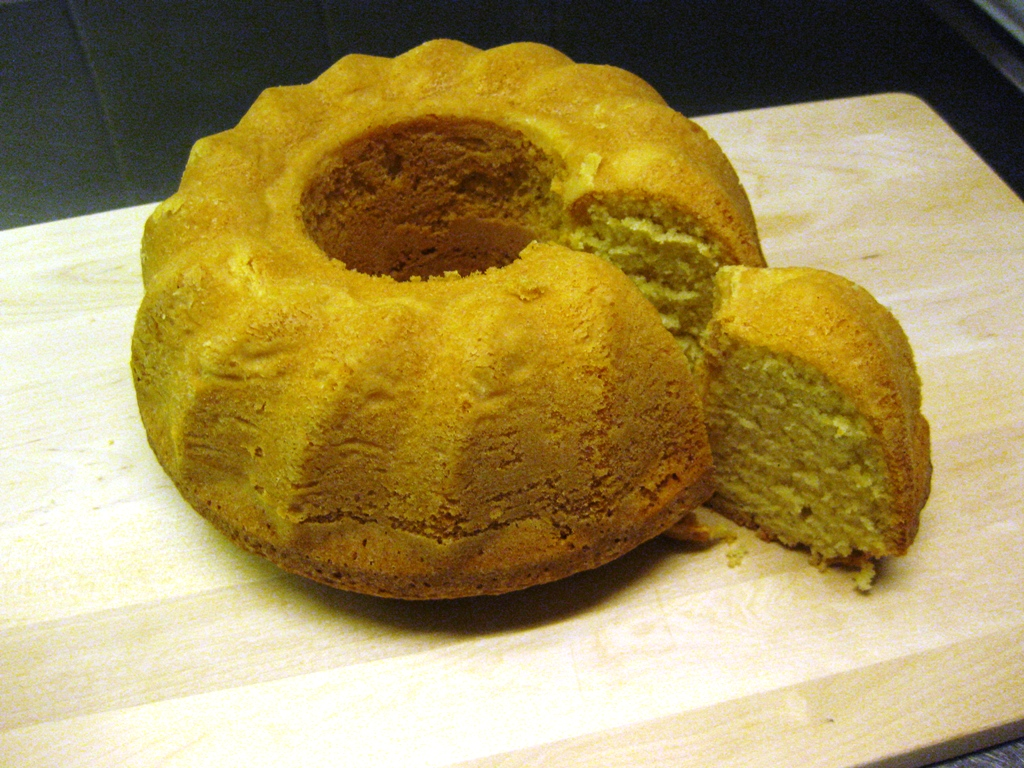
babka biszkoptowa
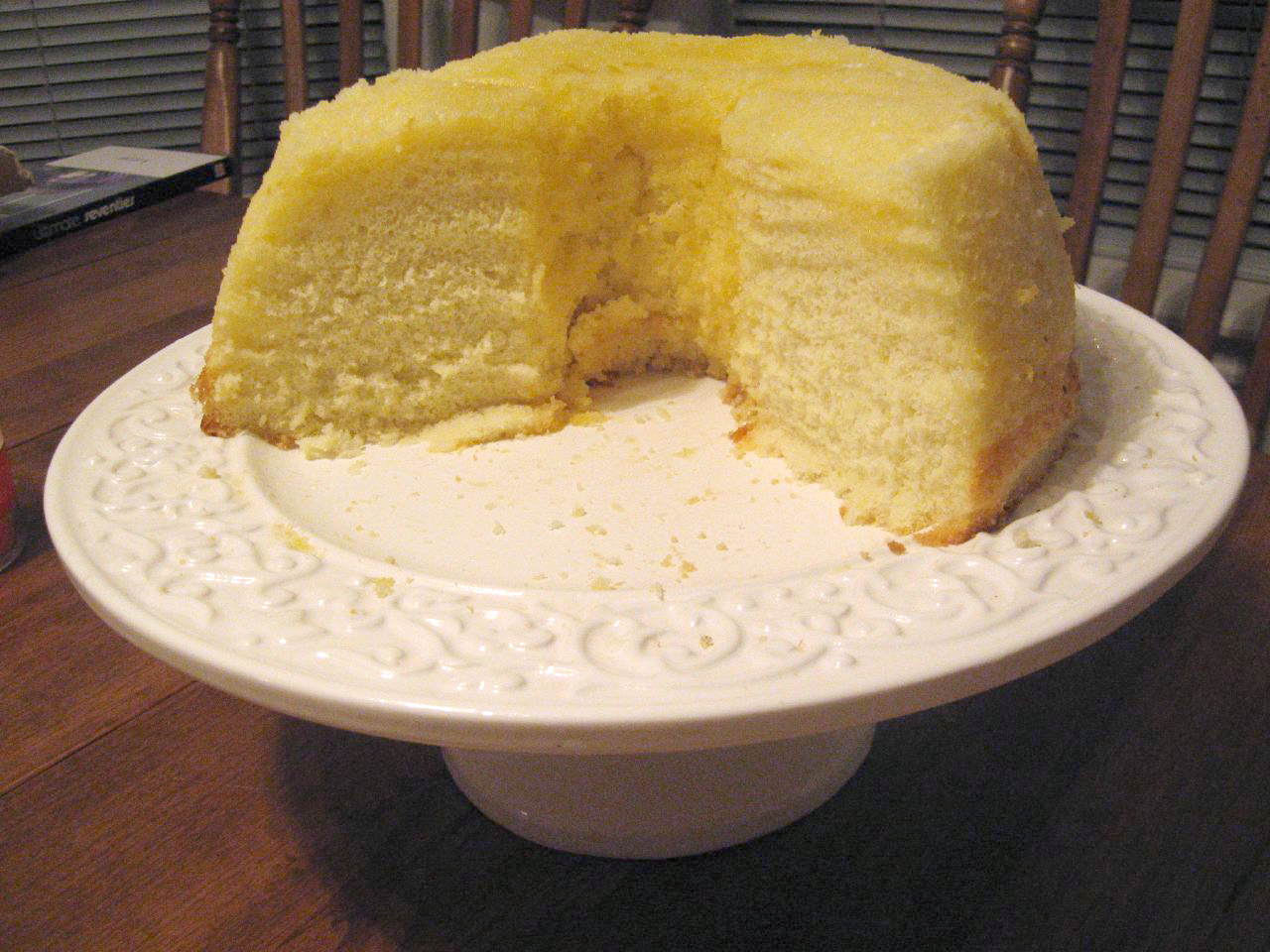
babka z ciasta biszkoptowego z dodatkiem oleju
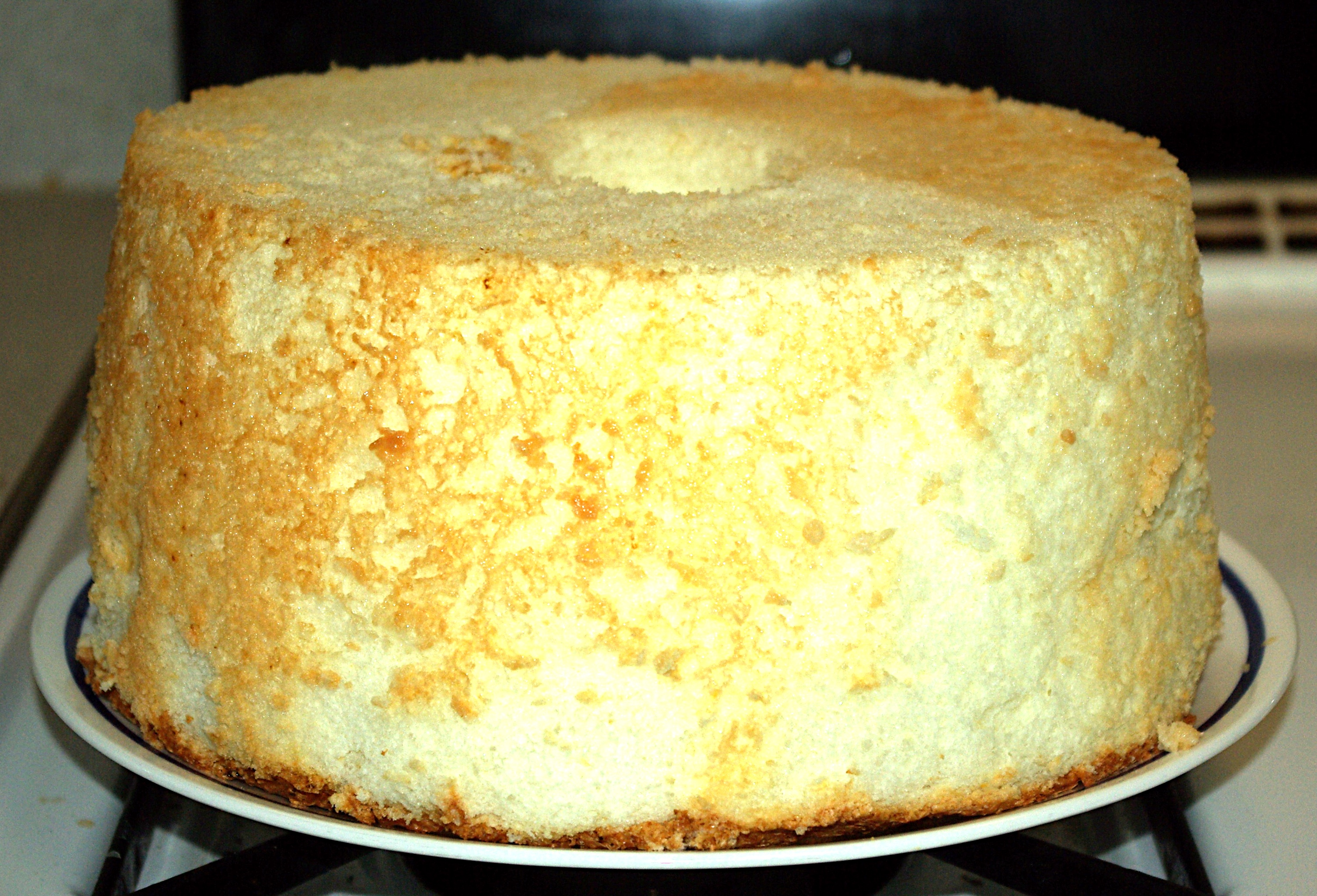
Angel Food Cake(inne języki) – amerykańskie ciasto biszkoptowe przygotowywane bez tłuszczu, w tym bez żółtek jaj

## Babki biszkoptowo-tłuszczowe

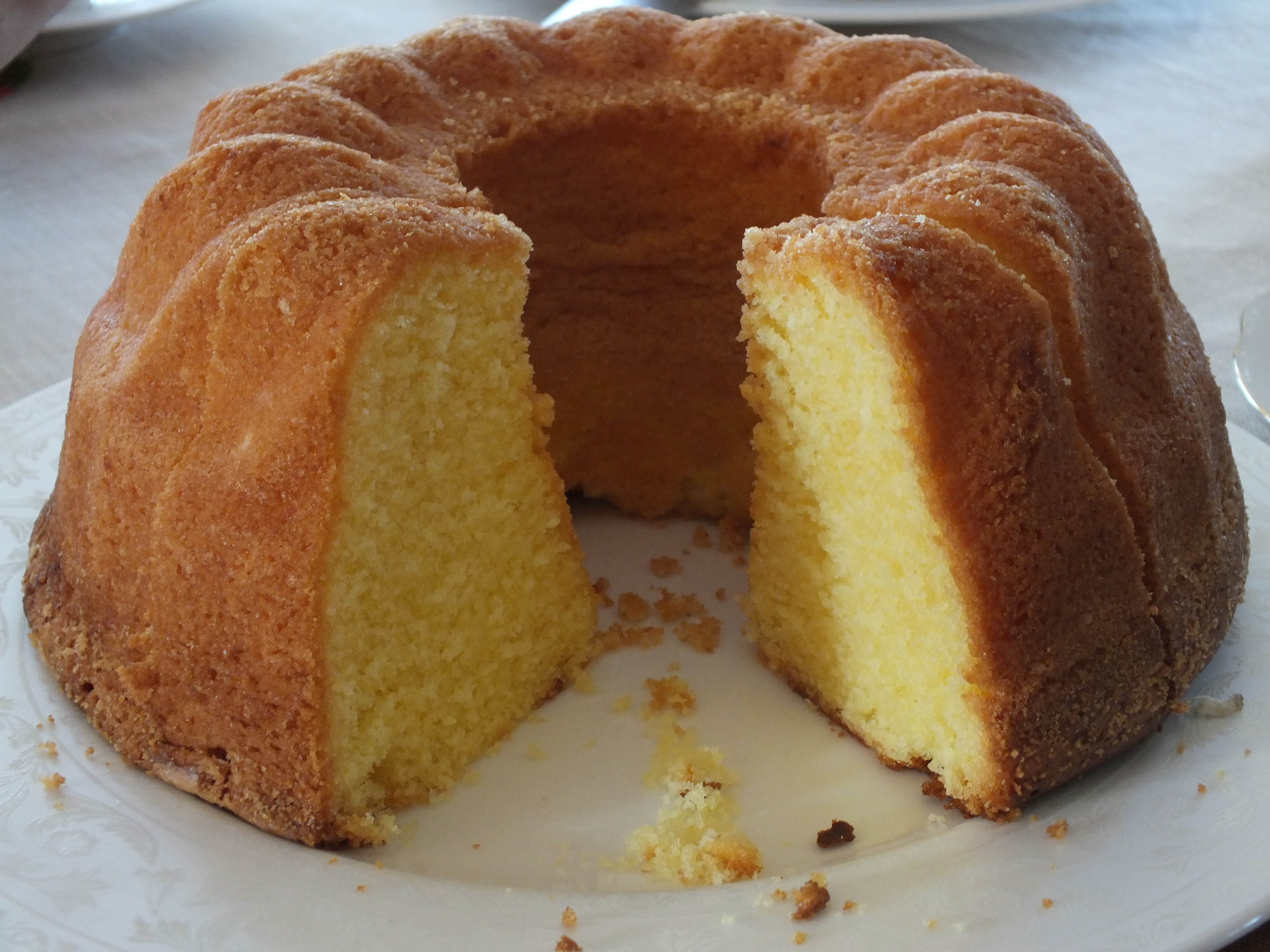
babka piaskowa
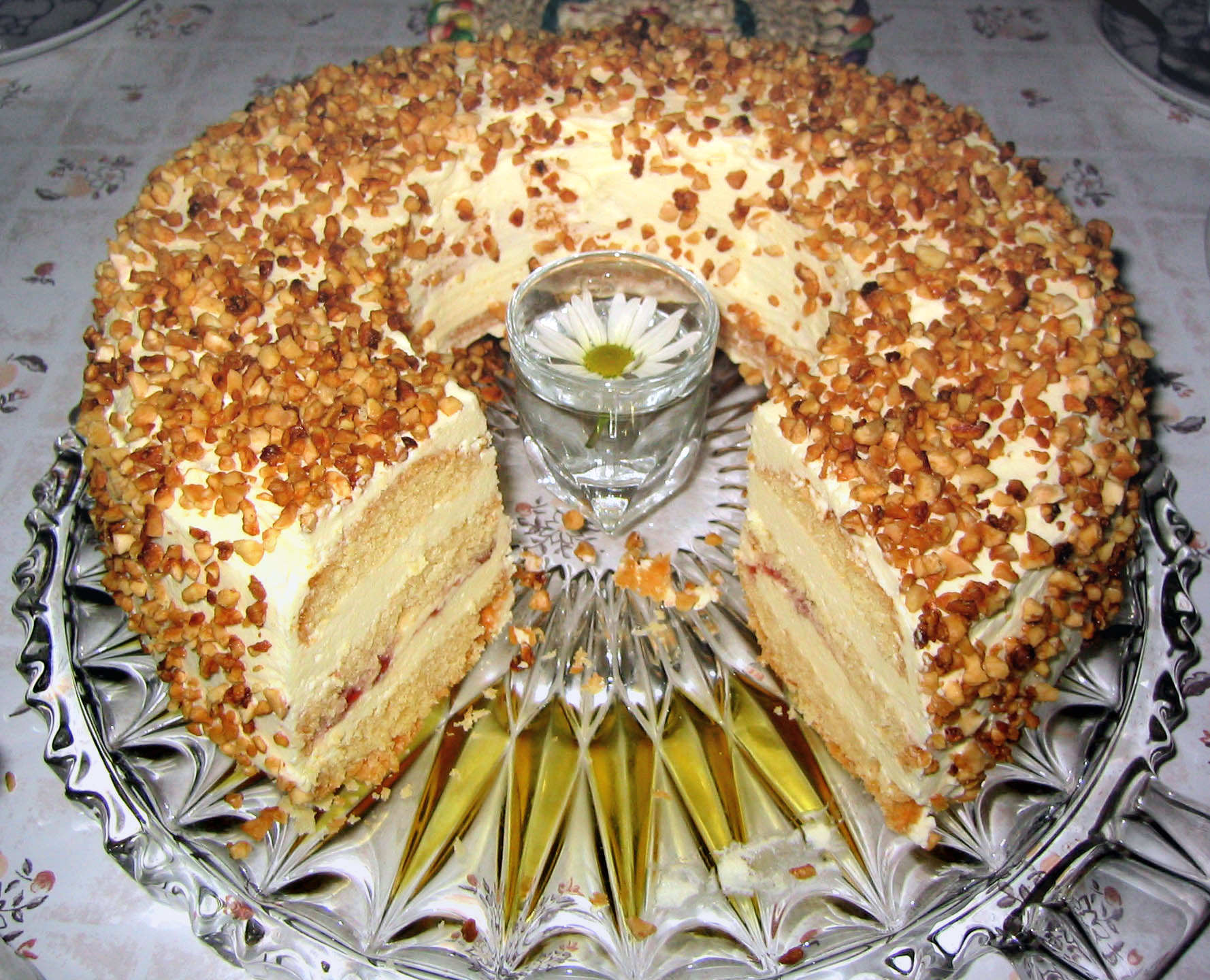
wieniec frankfurcki
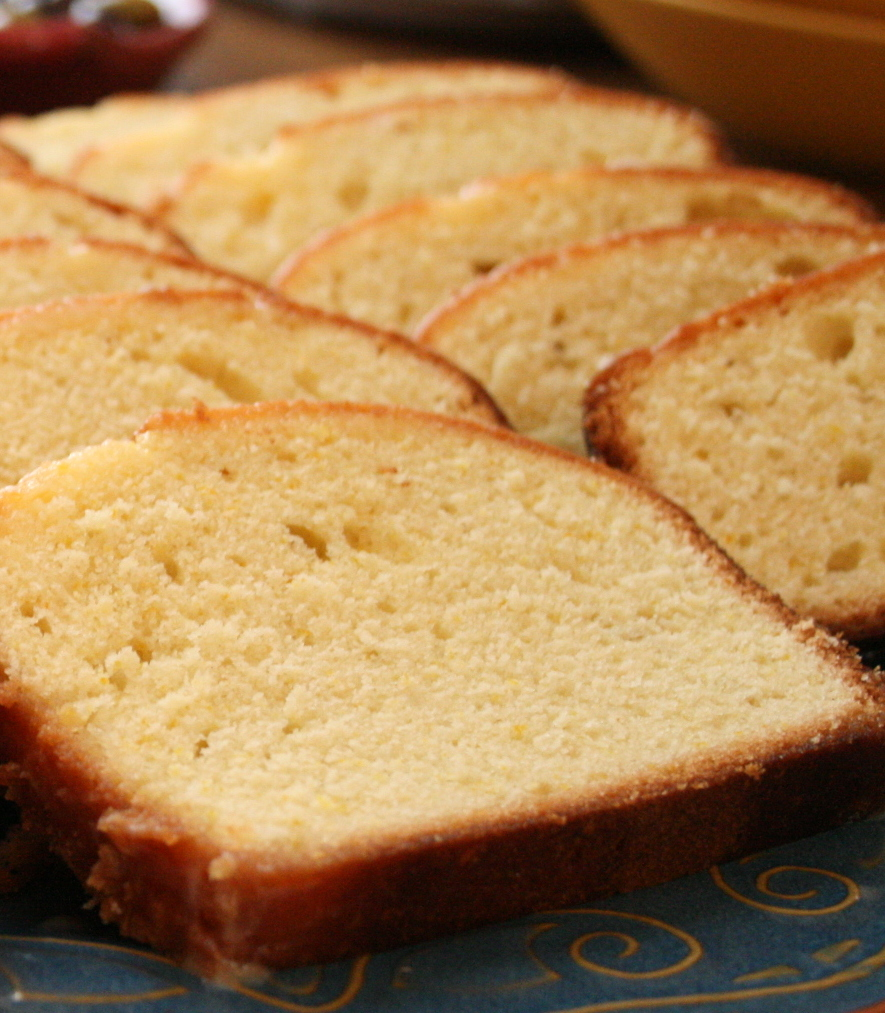
porcje babki piaskowej
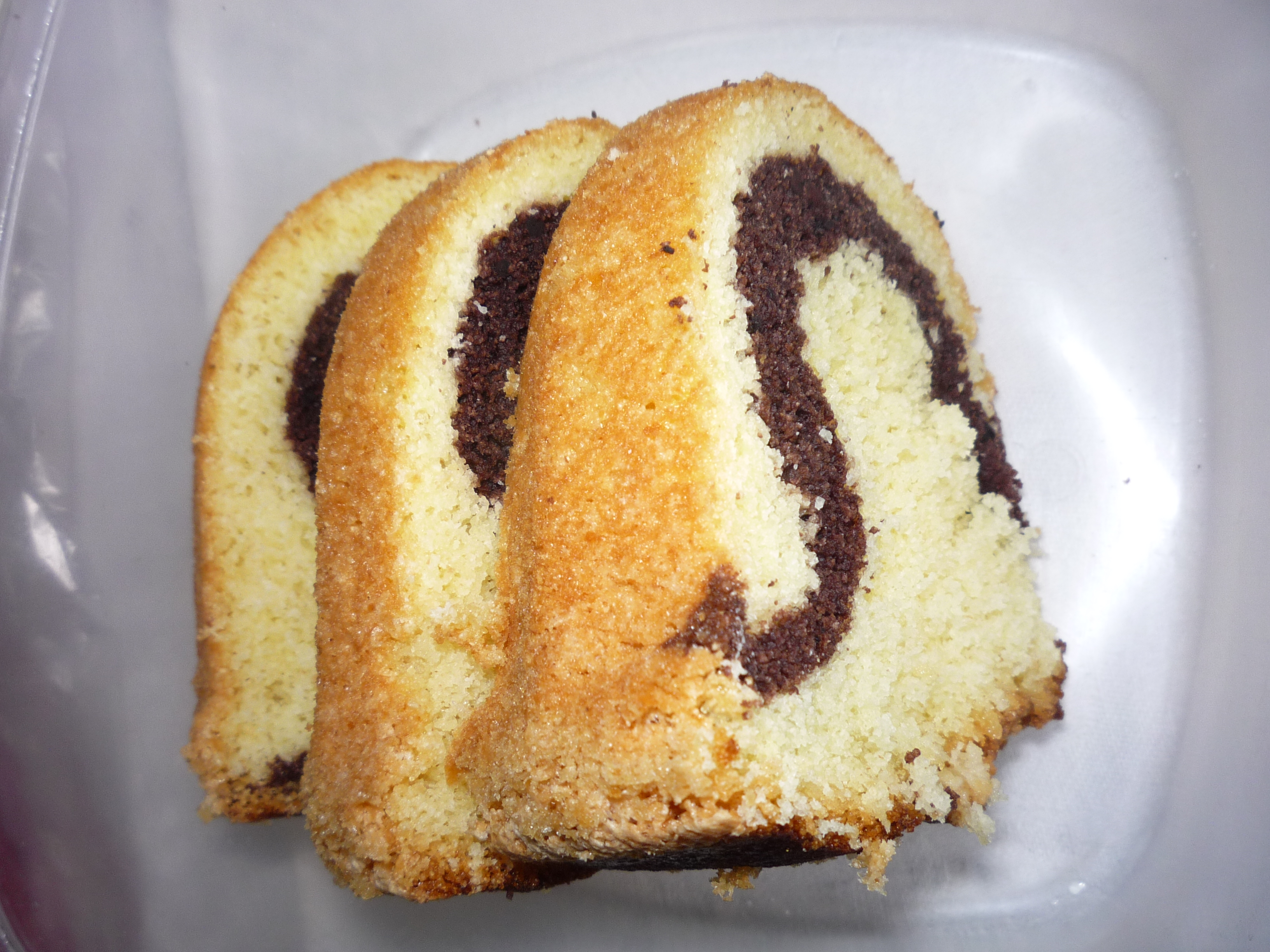
porcje babki piaskowej (marmurkowej)